# Jair awyu jezik
Jair awyu jezik (ISO 639-3: awv), jedan od sedam Awyu jezika koji se govori na jugu Irian Jaye, nešto južnije od jezika aghu [ahh], Indonezija.
Jair awyu pripada široj skupini awyu-dumut, ogranku jezika ok-awyu i transnovogvinejskoj porodici. 2 300 govornika (2002 SIL). Nastao je podjelom jezika nohon awyu na centralni awyu [awu] i jair awyu [awv]

## Vanjske poveznice
- Ethnologue (14th)
- Ethnologue (15th)